# Tunes of War
Tunes of War šesti je studijski album njemačkog heavy metal-sastava Grave Digger. Diskografska kuća GUN Records objavila ga je 25. kolovoza 1996. Prvi je album sastava s trilogiji Middle Ages Trilogy. Konceptualni je album o škotskim ratovima.

## Popis pjesama
Tekstovi i glazba: Grave Digger. 
| 1.    | »The Brave (Intro)« (instrumentalna skladba)             | 2:24 |
| 2.    | »Scotland United«                                        | 4:35 |
| 3.    | »The Dark of the Sun«                                    | 4:32 |
| 4.    | »William Wallace (Braveheart)«                           | 5:01 |
| 5.    | »The Bruce«                                              | 6:57 |
| 6.    | »The Battle of Flodden«                                  | 4:04 |
| 7.    | »The Ballad of Mary (Queen of Scots)«                    | 5:00 |
| 8.    | »The Truth«                                              | 3:50 |
| 9.    | »Cry for Freedom (James the VI)«                         | 3:16 |
| 10.   | »Killing Time«                                           | 2:52 |
| 11.   | »Rebellion (The Clans Are Marching)«                     | 4:05 |
| 12.   | »Culloden Muir«                                          | 4:05 |
| 13.   | »The Fall of the Brave (Outro)« (instrumentalna skladba) | 1:58 |
| 52:39 |                                                          |      |

| Bonus pjesme na digipak izdanju | Bonus pjesme na digipak izdanju                     | Bonus pjesme na digipak izdanju | Bonus pjesme na digipak izdanju | Bonus pjesme na digipak izdanju | Bonus pjesme na digipak izdanju | Bonus pjesme na digipak izdanju | Bonus pjesme na digipak izdanju | Bonus pjesme na digipak izdanju | Bonus pjesme na digipak izdanju |
| Br.                             | Skladba                                             | Trajanje                        |                                 |                                 |                                 |                                 |                                 |                                 |                                 |
| ------------------------------- | --------------------------------------------------- | ------------------------------- | ------------------------------- | ------------------------------- | ------------------------------- | ------------------------------- | ------------------------------- | ------------------------------- | ------------------------------- |
| 14.                             | »Heavy Metal Breakdown« (Ponovno snimljena inačica) | 4:31                            |                                 |                                 |                                 |                                 |                                 |                                 |                                 |
| 15.                             | »Witchhunter« (Ponovno snimljena inačica)           | 3:14                            |                                 |                                 |                                 |                                 |                                 |                                 |                                 |
| 16.                             | »Headbanging Man« (Ponovno snimljena inačica)       | 3:55                            |                                 |                                 |                                 |                                 |                                 |                                 |                                 |
| 64:13                           |                                                     |                                 |                                 |                                 |                                 |                                 |                                 |                                 |                                 |

## Zasluge
| Grave Digger - Chris Boltendahl – vokal, produkcija, glazbena obrada (prateći vokali) - Uwe Lulis – gitara, produkcija - Tomi Göttlich – bas-gitara - Stefan Arnold – bubnjevi Dodatni glazbenici - Britta Kühlmann – predstava (kao The Marching Clan) - Jörg Debbert – predstava (kao The Marching Clan) - Scott Cochrane – gajde - Hans Peter Katzenburg – klavijature | Ostalo osoblje - Piet Sielck – glazbena obrada (prateći vokali) - Suno Fabtich – miks, inženjer zvuka - John Cremer – mastering - Andreas Schöwe – fotografije - Andreas Marschall – naslovnica albuma - Ines Philip – fotografije - Peter Dell – grafički dizajn |